# Zamarada cosmiaria
Zamarada cosmiaria är en fjärilsart som beskrevs av Swinhoe 1893. Zamarada cosmiaria ingår i släktet Zamarada och familjen mätare. Inga underarter finns listade i Catalogue of Life.